# Elouise Cobell
Elouise Pepion Cobell (5 novembre 1945 - 16 octobre 2011) est une Niitsítapi (Amérindienne Blackfoot), militante de la cause indienne.  
Elle est notamment à l'origine de la plainte collective Cobell v. Salazar (en) qui demandait des comptes au gouvernement fédéral des États-Unis pour « mauvais usage des fonds en fiducie appartenant à plus de 500 000 Indiens américains » et qui aboutit à un versement de plus 3,4 milliards de dollars. 
Le 22 novembre 2016, Barack Obama lui décerne à titre posthume la médaille présidentielle de la Liberté[réf. souhaitée].